# Escut de Vilobí d'Onyar
L'escut oficial de Vilobí d'Onyar té el següent blasonament:
Escut caironat: d'or, una creu llatina de sable amb el peu semiretrinxat i buidat, acostada de 2 estrelles de 8 raigs d'atzur. Per timbre, una corona mural de poble.

## Història
Es va aprovar el 12 de gener de 1984 i publicat al DOGC el 22 de febrer del mateix any amb el número 409.
Aquesta creu amb peu triangular i les dues estrelles de vuit puntes són els senyals tradicionals de l'escut del poble. Vilobí es va desenvolupar entorn del seu castell i de l'església de Sant Esteve, i va pertànyer successivament als senyors de Sant Martí Sarroca i a la Pia Almoina de Barcelona.